# She's Out of My Life
"She's Out of My Life" là ca khúc do Tom Bahler sáng tác và trở nên nổi tiếng với vai trò là đĩa đơn thứ tư của ca sĩ Michael Jackson từ album thành công của anh Off the Wall năm 1979. Đây là lần đầu tiên một nghệ sĩ solo có bốn ca khúc top ten từ một album.

## Danh sách track

### Đĩa đơn ở Liên hiệp Anh
1. "She's Out of My Life" – 3:38
2. "Push Me Away" (với The Jacksons)

### Đĩa đơn ở Hoa Kỳ
1. "She's Out of My Life" – 3:38
2. "Get on the Floor" – 4:57

## Bảng xếp hạng
| Bảng xếp hạng (1980)     | Vị trí cao nhất |
| ------------------------ | --------------- |
| Australian Singles Chart | 17              |
| Canadian Singles Chart   | 10              |
| Dutch Singles Chart      | 19              |
| Irish Singles Chart      | 4               |
| UK Singles Chart         | 3               |
| US Billboard Hot 100     | 10              |
| US Hot R&B Singles       | 43              |
| Bảng xếp hạng (2009)     | Vị trí cao nhất |
| UK Singles Chart         | 88              |